# NGC 7598
NGC 7598 é uma galáxia  localizada na direcção da constelação de Pegasus. Possui uma declinação de +18° 44' 59" e uma ascensão recta de 23 horas, 18 minutos e 33,3 segundos.
A galáxia NGC 7598 foi descoberta em 3 de Novembro de 1864 por Albert Marth.